# Harry Prinzler
Harry Conrad Prinzler (Indianapolis, 25 gennaio 1883 – Indianapolis, 25 dicembre 1952) è stato un ginnasta e multiplista statunitense.

## Carriera
Prinzler partecipò ai Giochi olimpici di Saint Louis 1904 nelle gare di triathlon e ginnastica. Giunse sessantottesimo nel concorso generale individuale, quarantesimo nel triathlon e ottantesimo nel concorso a tre eventi.